# VK Primorac
El VK Primorac (Vaterpolo klub Primorac) és un club de waterpolo de la ciutat de Kotor, a Montenegro.
Fundat el 1922, el 2009 es va proclamar campió d'Europa davant del Pro Recco italià.

## Palmarès
- Eurolliga
  - Campions (1): 2008-09
  - Finalistes (1): 2009-10
- Recopa d'Europa
  - Finalistes (1): 1977-78
- Supercopa d'Europa
  - Campions (1): 2009
- Lliga montenegrina: 
  - Campions (2): 2006-07, 2007-08
- Copa montenegrina
  - Campions (1): 2009-10
- Copa serbo-montenegrina
  - Campions (1): 2003
- Lliga iugoslava
  - Campions (1): 1985-86
- Copa iugoslava
  - Campions (1): 1985-86